# Grammica indecora
Grammica indecora là một loài thực vật có hoa trong họ Bìm bìm. Loài này được (Choisy) W.A. Weber mô tả khoa học đầu tiên năm 1973.